# Coupe de Pologne féminine de football 2013-2014
Navigation
Coupe de Pologne 2012-2013 Coupe de Pologne 2014-2015
La Coupe de Pologne de football féminin 2013-2014 (Puchar Polski Kobiet w piłce nożnej 2013-2014 en polonais) est la 30e édition de la Coupe de Pologne. 
La finale de la Coupe de Pologne féminin se déroule au stade de Ostróda et elle oppose le AZS Wrocław au Medyk Konin.

## Compétition

### Huitièmes de finale
| Club (division)              | Score  | Club (division)            | Date        |
| ---------------------------- | ------ | -------------------------- | ----------- |
| Sportowa Czwórka Radom (L1S) | 3 – 0  | AZS PSW Biała Podlaska (E) | non joué    |
| Medyk Konin (L1S)            | 0 – 4  | GOSiR Piaseczno (E)        | 9 novembre  |
| Unifreeze Górzno (-)         | 0 – 3  | KKP Bydgoszcz (E)          | non joué    |
| Olimpia Szczecin (L1N)       | 0 – 3  | Medyk Konin (E)            | non joué    |
| Sokół Kolbuszowa Dolna (-)   | 0 – 10 | Górnik Łęczna (E)          | 10 novembre |
| AZS UJ Kraków (L1N)          | 0 – 3  | Mitech Żywiec (E)          | non joué    |
| Rolnik Biedrzychowice (L1S)  | 0 – 5  | RTP Unia Racibórz (E)      | 10 novembre |
| FC Katowice (L1S)            | 0 – 1  | AZS Wrocław (E)            | 11 novembre |

### Quarts de finale
| Club (division)              | Score        | Club (division)     | Date     |
| ---------------------------- | ------------ | ------------------- | -------- |
| Sportowa Czwórka Radom (L1S) | 2 – 4        | GOSiR Piaseczno (E) | 22 mars  |
| Medyk Konin (E)              | 4 – 0 (a.p.) | KKP Bydgoszcz (E)   | 22 mars  |
| Mitech Żywiec (E)            | 1 – 3        | Górnik Łęczna (E)   | 22 mars  |
| Unia Racibórz (E)            | 0 – 3        | AZS Wrocław (E)     | non joué |

### Demi-finales
| Club (division)     | Score | Club (division) | Date    |
| ------------------- | ----- | --------------- | ------- |
| GOSiR Piaseczno (E) | 0 – 6 | Medyk Konin (E) | 29 mars |
| Górnik Łęczna (E)   | 3 – 4 | AZS Wrocław (E) | 30 mars |

### Finale
| Club (division) | Score | Club (division) | Date    |
| --------------- | ----- | --------------- | ------- |
| AZS Wrocław (E) | 2 – 3 | Medyk Konin (E) | 11 juin |

## Meilleures buteuses
5 buts
- Anna Gawrońska (Medyk Konin)

3 buts
- Marta Woźniak (Medyk Konin)

2 buts
- Aleksandra Sikora (Medyk Konin)

Source : 90minut.pl